# Ptilodactyla simulans
Ptilodactyla simulans is een keversoort uit de familie Ptilodactylidae. De wetenschappelijke naam van de soort is voor het eerst geldig gepubliceerd in 1873 door Kirsch.